# Gúdar
Gúdar és un municipi de l'Aragó, situat a la província de Terol i enquadrat a la comarca de Gúdar-Javalambre.